# Henry Hun
Henry Hun (ur. 21 marca 1854 w Albany, zm. 14 marca 1924) – amerykański lekarz neurolog. Profesor chorób neurologicznych w Albany Medical College od 1884 do 1914.

## Wybrane prace
- A guide to American medical students in Europe (1883)
- Syllabus of a course of lectures on the diseases of the nervous system (1901/1902; 1907)
- An atlas of the differential diagnosis of the nervous system (1913; 1914; 1922)